# Roraimaea aurantiaca
Roraimaea aurantiaca är en gentianaväxtart som beskrevs av Struwe, S.Nilsson och V.A.Albert. Roraimaea aurantiaca ingår i släktet Roraimaea och familjen gentianaväxter. Inga underarter finns listade i Catalogue of Life.